# قاتل (فیلم اکشن ۲۰۲۴)
قاتل (به انگلیسی: The Killer) یک فیلم اکشن و دلهره‌آور آمریکایی محصول سال ۲۰۲۴ به کارگردانی جان وو است. این بازسازی فیلمی به همین نام محصول سال ۱۹۸۹ می‌باشد. ناتالی امانوئل، عمر سی، سم ورثینگتون، دایانا سیلورز، سعید تغماوی و هوگو دیگو گارسیا در این فیلم ایفای نقش می‌کنند.
توسعه بازسازی فیلم جان وو در اوایل دهه ۱۹۹۰ آغاز شد، زمانی که فیلمسازان آمریکایی والتر هیل و دیوید گیلر فیلمنامه‌ای نوشتند که برای کارگردانی هیل در نظر گرفته شده بود. پس از بازنویسی‌های متعدد، این پروژه تا سال ۲۰۰۷ به چرخش رسید، زمانی که وو اعلام کرد که یک بازسازی به کارگردانی جان اچ لی را تولید خواهد کرد. در سال ۲۰۱۵، اعلام شد که وو خودش کارگردانی فیلم را بر اساس فیلمنامه‌ای که برایان هلگلند نوشته بود، بر عهده خواهد داشت. فیلمبرداری در تابستان ۲۰۲۳ در پاریس انجام شد.
این فیلم در ایالات متحده توسط سرویس پخش پیکاک در ۲۳ اوت ۲۰۲۴ (جمعه ۲ شهریور ۱۴۰۳) منتشر شد، و نقدهای متفاوتی از منتقدان دریافت کرد.

## داستان
زی (امانوئل) یک قاتل قراردادی مخوف است که به عنوان «ملکه مرگ» شناخته می‌شود، اما وقتی از قتل یک زن نابینا امتناع می‌کند، هم توسط همکاران جنایتکار و هم یک کارآگاه پلیس مصمم تحت تعقیب قرار می‌گیرد و …

## ساخت
در ماه مه ۲۰۲۲، اعلام شد که این فیلم به کارگردانی وو، تولید شده توسط یونیورسال و به‌طور انحصاری در پیکاک منتشر خواهد شد. در آگوست ۲۰۲۲، یونیورسال اعلام کرد که عمر سی فیلم را به عنوان شخصیت پلیس رهبری خواهد کرد. در مارس ۲۰۲۳، ناتالی امانوئل به عنوان نقش اصلی انتخاب شد. وو به دلیل اعتصابات ۲۰۲۳ سگ-افترا در سال ۲۰۲۳، پس از یک وقفه چند ماهه در فیلمبرداری فیلم در پاریس، به کار روی فیلم بازگشت.

## انتشار
این فیلم در تاریخ ۲۳ اوت ۲۰۲۴ توسط کپانی پیکاک منتشر شد.

## بازخوردها
- در وب‌سایت جمع‌آوری نقد راتن تومیتوز از ۳۷ رای نقد منتقد، با میانگین امتیاز ۵٫۸ از ۱۰ مثبت هستند.[۶]
- در متاکریتیک، که از میانگین وزنی استفاده می‌کند، بر اساس رای ۱۸ منتقد، امتیاز ۶۰ از ۱۰۰ را به فیلم اختصاص داد که نشان دهنده نقدهای «مختلط یا متوسط» است.[۷]